# Cap Tres Puntas
Le Cap  Tres Puntas est un cap situé sur la côte du golfe du Honduras  au nord-est du Guatemala, dans le département d'Izabal. 
Il consiste en un bras de terre étroit de trente kilomètres de long sur cinq kilomètres de large en moyenne, orienté vers le nord-ouest. Il forme une frontière naturelle entre la baie d'Amatique, à l'ouest, et la baie d'Omoa, à l'est, séparant le Guatemala du Honduras. Sa configuration empêche l'entrée directe des navires venant du golfe du Honduras vers Puerto Barrios.